# Беньямін Клейбрінк
Беньямін Клейбрінк  (нім. Benjamin Kleibrink, 30 липня 1985) - німецький фехтувальник, олімпійський чемпіон.

## Виступи на Олімпіадах
| Олімпіада   | Дисципліна       | Місце |
| ----------- | ---------------- | ----- |
| Пекін 2008  | рапіра, особисті | 1     |
| Лондон 2012 | рапіра, особисті | =17   |
| Лондон 2012 | рапіра, командні | 3     |